# Siwalan (Gayamsari)
Siwalan is een bestuurslaag in het regentschap Semarang van de provincie Midden-Java, Indonesië. Siwalan telt 7841 inwoners (volkstelling 2010).